# الهراء (كتاب)
الهراء هو كتاب نشر عام 2005 (في الأصل نشر كمقال عام 1986) للفيلسوف الأمريكي هاري ج.فرانكفورت يقدم نظرية عن الهراء يحدد فيها مفهوم وتطبيقات الهراء في سياق وسائل الاتصال. يعرّف فرانكفورت الهراء بأنه كلام يهدف إلى الإقناع، دون اعتبار للحقيقة. فالكذاب يهتم بالحقيقة ويحاول إخفاءها. لا يهتم قائل الهراء إن كان ما يقوله صحيحًا أم خاطئًا، لكنه يهتم فقط بما إذا كان المستمع مقتنعًا أم لا. تم تحليل تحليل فرانكفورت الفلسفي للهراء وانتقاده وتبنيه من قبل الأكاديميين منذ نشره.

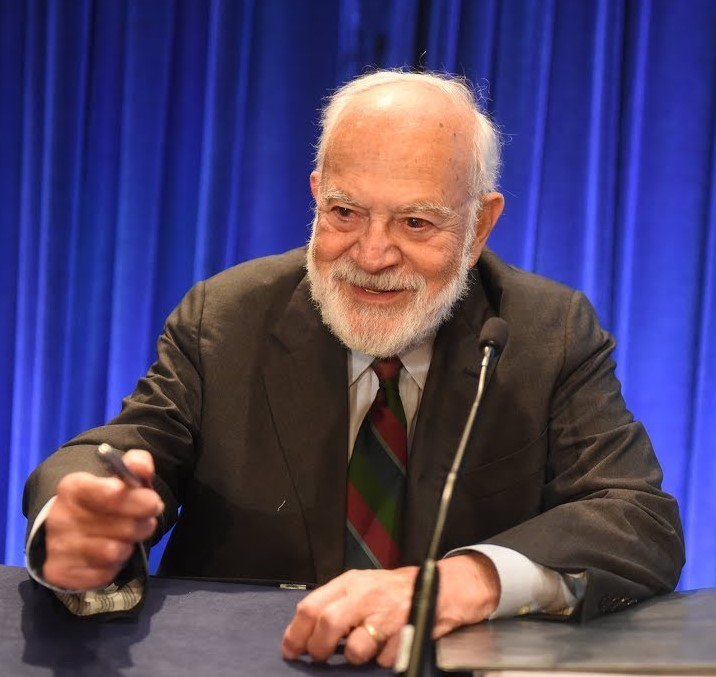
هاري ج.فرانكفورت

## تاريخ
نشر فرانكفورت مقال «عن الهراء On Bullshit» في مجلة Raritan Quarterly Review في عام 1986. وبعد تسعة عشر عامًا، نُشر المقال تحت عنوان «عن الهراء» (2005)، والذي أثبت شعبيته بين القراء العاديين؛ بقي الكتاب لمدة 27 أسبوعًا في قائمة نيو يورك تايمز للكتب الأكثر مبيعا،  وتمت مناقشته في البرنامج التلفزيوني The Daily Show With Jon Stewart ،  وكذلك في مقابلة مع ممثل الناشر، مطبعة جامعة برينستون. كان كتاب الهراء بمثابة الأساس لكتاب يليه ألفه فرانكفورت عن الحقيقة (2006).

## ملخص
فرانكفورت فيلسوف محترف، تلقى تعليمه في الفلسفة التحليلية. عندما سئل لماذا قرر التركيز على الهراء، أوضح:
احترام الحقيقة والاهتمام بالحقيقة من ركائز الحضارة. لقد كنت منزعجًا لفترة طويلة من عدم احترام الحقيقة التي لاحظتها... الهراء هو أحد تشوهات هذه القيم.
يتناول كتابه «عن هراء» قلقه ويميز بين «قائلي الهراء» والكذابين. ويخلص إلى أن قائلي الهراء هم أكثر سوءًا: فهم يمثلون تهديدًا للحقيقة أكثر من الكاذبين.

### الاحتيال والهراء
بدأ فرانكفورت كتابه عن الهراء بتقديم شرح وفحص لمفهوم ماكس بلاك عن الاحتيال. مقال بلاك عن الاحتيال وكتاب فرانكفورت عن الهراء متشابهان. يركز كلاهما على فهم وتعريف وشرح المفاهيم الخاصة بكل منهما أثناء استخدام الأمثلة. يركز فرانكفورت على الاحتيال لأنه يعتقد أنه يشبه الهراء ولكنه المصطلح الأكثر احترامًا. يستخدم فرانكفورت مقال بلاك حول الاحتيال لتقسيم وصف الهراء إلى عوامل محددة: «التحريف الخادع»،  «دون الكذب»  و «تحريف...الأفكار الخاصة بشخص ما أو مشاعره أو مواقفه». يمكّنه تحليل فرانكفورت من التمييز بين الاحتيالوالكذب. الفارق الرئيسي هو القصد الذي يحفزهم. القصد من وراء الاحتيال هو التحريف في حين أن النية خلف الكذب أكثر تطرفًا، وتهدف إلى إخفاء الحقيقة. تعمل المقارنة بين الاحتيال والكذب كمقدمة أولية للهراء. يرتبط الاحتيال ارتباطًا وثيقًا بالهراء، لكن فرانكفورت يعتقد أنه لا يتمتمع بالكفاية لشرح الهراء وخصائصه.

### الكذب والهراء
يركز كتاب فرانكفورت بشدة على تعريف ومناقشة الفرق بين الكذب والهراء. الفرق الرئيسي بين الاثنين هو النية والخداع. يركز كل من الأشخاص الذين يكذبون والأشخاص الذين يقولون الحقيقة على الحقيقة. يريد الكذاب إبعاد الناس عن اكتشاف الحقيقة والشخص الذي يقول الحقيقة يريد تقديم الحقيقة. يختلف قائلو الهراء عن الكاذبين والأشخاص الذين يقدمون الحقيقة بتجاهلهم للحقيقة.تيوضح فرانكفورت كيف أن قائلي الهراء أو الأشخاص الذين يمارسون الهراء يختلفون عن غيرهم لأنهم لا يركزون على الحقيقة. في كتابه، تعرف فرانكفورت: الهراء، ومصدره اللغوي بطريقة معجميةتفصيلية. تسلط مكونات كلمة هراء الضوء على المصطلحات المقابلة التي تشمل المعنى العام لكلمة هراء: عديم الفائدة، وعدم الأهمية، واللغو.
بعد ذلك، يركز فرانكفورت على الكلمة كاملة، وتداعياتها وقبولها. يقدم مثالاً للنصيحة المقدمة لطفل من والده والتي تشجعه على اختيار الهراء على الكذب عندما يكون ذلك ممكنًا. تقدم فرانكفورت سببين لاختلاف مستويات العواقب بين الهراء والكذب. أولاً، يُنظر إلى الكذاب على أنه مخادع أو مؤذٍ عن قصد بسبب النية المصاحبة وراء الفعل. ثانيًا، الشخص الذي يقول الهراء يفتقر إلى نوع النية الذي يميز الكذاب. إنتاج الهراء لا يتطلب معرفة الحقيقة. الكاذب يتجنب الحقيقة عن قصد، وربما يكون قائل الهراء يقول الحقيقة أو يقدم عناصر من الحقيقة دون نية منه لفعل ذلك. تعتقد فرانكفورت أن تزايد القائلين للهراء والقبول المتزايد للهراء يضر بالمجتمع أكثر من الكذابين والكذب. هذا لأن الكذابين يفكرون بنشاط في الحقيقة عندما يخفونها بينما يتجاهل فائلو الهراء الحقيقة تمامًا. «الهراء أكثر عداوة للحقيقة الأكاذيب». يعتقد فرانكفورت أنه على الرغم من أنه قد يتسامح مع الهراء أكثر من الكذب، إلا أنه أكثر ضررًا.

### صعود الهراء
يختتم فرانكفورت كتابه بمناقشة صعود الهراء. إنه لا يجادل بأن هناك هراء في المجتمع الآن أكثر مما كان في الماضي. بل يفسر بأن جميع أشكال الاتصالات قد زادت مما أدى إلى رؤية المزيد من الهراء وقراءته وسماعه. ويذكر أن التوقع الاجتماعي للأفراد بالتعبير عن آرائهم في جميع الأمور يتطلب مزيدًا من الهراء. على الرغم من نقص المعرفة بالموضوع المطروح، على سبيل المثال السياسة أو الدين أو الفن، هناك توقع للمشاركة في المحادثة وإبداء الرأي. من المحتمل أن يكون هذا الرأي هراءًا في بعض الأحيان لأنه لا يعتمد على الحقائق والبحث. إن الدافع وراء الرأي هو تجاهل الحقيقة مع الرغبة في الظهور بمظهر واسع المعرفة أو ذي رأي حصيف. يقر فرانكفورت بأن الهراء قد لا يكون مقصودًا دائمًا، ولكنه يعتقد أنه يتم قوله في النهاية بتجاهل وإهمال للحقيقة. يجادل فرانكفورت بأن هذا الارتفاع في الهراء أمر خطير لأنه يقبل ويسمح بتجاهل متزايد للحقيقة.

## استقبال وانتقادات
تباينت الردود على كتاب فرانكفورت بشكل كبير. منذ نشره تمت مناقشته، وتبني طرحه، ومدحه وانتقاده. وقد لقي استقبالًا إيجابيًا من قبل العديد من الأكاديميين،  ويعتبره البعض رائعًا،  وشعبيته بين الجمهور واضحة من خلال مكانتها كأفضل الكتب مبيعًا لعدة أسابيع. تلقى كتابه أيضًا انتقادات. كان أحد الانتقادات الرئيسية أن العمل مفرط في التبسيط  وضيق للغاية: أن الكتاب لا يعترف بالعديد من العوامل الديناميكية التي ينطوي عليها وسائل التواصل، أو الطبيعة الديناميكية للحقيقة. يشرح هذا النقد أيضًا أن العمل محدود في تحليله لدوافع وأشكال أخرى من الهراء بخلاف أحدها الناجم عن عدم الاهتمام بالحقيقة. يلاحظ أحد النقاد أن الكتاب لا يذكر، أو يرفض الإقرار بقدرة الجمهور على اكتشاف الهراء: إن تفسير فرانكفورت للهراء يقدم سردًا حيث يمر الهراء دون أن يلاحظه أحد أو يسهل على الجمهور تبريره. ويشير ناقد آخر إلى فشل الكتاب في إعادة كتابة المقال الأصلي ليشمل إقرارًا أو مناقشة للنقد وتفسيرًا لأي من التطورات والأفكار الجديدة في علم النفس والفلسفة عند نشر كتابه.

## أنظر أيضا
- الصدق
- سياسة ما بعد الحقيقة
- البلاغة
- «في اضمحلال فن الكذب» لمارك توين